# Ґ
Ґ, ґ или Г с човка е петата буква в украинската азбука. Също така се употребява факултативно в класическия правопис на беларуския език (тарашкевица). Обозначава рядко използвания в тези езици звучен заднонебен преграден съгласен звук /g/ — паралелен на звучния гласилков проходен съгласен звук /ɦ/, който се обозначава в украинския и беларуския език с Г.
В старата западноруска писменост за обозначаването на звучния заднонебен преграден звук /g/ обикновено се е използвало буквосъчетанието кг, което е заимствано от правописа на новогръцкия език. Начертанието на Ґ е заимствавано от византийския гръцки курсив, при който така се е изписвала малката буква гама γ. През 1619 година в своята граматика Мелетий Смотрицки отбелязва, че „Ґ, Ф, Ѯ, Ѱ, Ѳ са заимствани от гръцките съгласни и се използват за предаването на някои гръцки, еврейски и латински думи“. В по-късните църковнославянски граматики не се среща разграничаване между Ґ и Г. В гражданския шрифт на украинския печат буквата Ґ се появява отново едва през 19 век и то само на територията на Австро-Унгария. В Руската империя и по-късно в СССР буквата Ґ се използва в периода 1905 – 1933 година. След реформата на украинския правопис, буквата е изхърлена от употреба, макар да се среща в лингвистическата литература като фонетично-транскрипционен знак и се използва редовно в емигрантския украински печат. През 1990 година е върната в украинската азбука, въпреки че точни правила за употребата ѝ така и не са въведени.
В украинския език днес почти не се срещат думи и корени, в които има буквата Ґ, освен в заимстваните такива аґрус – цариградско грозде, на полски: agrest; ґанок – веранда, на полски: ganek и т.н. Преди всичко Ґ се използва за предаването на чуждестранни лични и географски имена със звука /g/: Goethe – Ґете, Heidegger – Гайдеґер, Winnipeg – Вінніпеґ и т.н.

## Кодове
| кодова таблица | буква  | десетично | шестнадесетично | осмично | двочино           |
| -------------- | ------ | --------- | --------------- | ------- | ----------------- |
| Юникод         | главна | 1168      | 0490            | 002220  | 00000100 10010000 |
| Юникод         | малка  | 1169      | 0491            | 002221  | 00000100 10010001 |
| ISO 8859-5     | главна | 173       | AD              | 255     | 10101101          |
| ISO 8859-5     | малка  | 253       | FD              | 375     | 11111101          |
| Windows 1251   | главна | 165       | A5              | 245     | 10100101          |
| Windows 1251   | малка  | 180       | B4              | 264     | 10110100          |
| KOI 8          | главна | 189       | BD              | 275     | 10111101          |
| KOI 8          | малка  | 173       | AD              | 255     | 10101101          |

HTML кодовете са: за главна Ґ &#1168; или &#x490; за малка ґ &#1169; или &#x491;.